# Oratorio di San Rocco (Monteceneri)
L'oratorio di San Rocco è un edificio religioso che si trova fra le località di Vianco e Ossignano a Sigirino, frazione del comune svizzero di Monteceneri nel distretto di Lugano (Canton Ticino).

## Storia
L'attuale aspetto risale al XIX secolo. La prima traccia storica dell'edificio risale al 1599, ma l'oratorio subì un ampliamento nel 1694 e fu integrato con un presbiterio e un coro fra il 1784 e il 1785 da Carlo Ghezzi Marieloni. Le ultime modifiche all'impianto, infine, furono effettuate da Simone Pedretti (1807-1812) e Deodato Ghezzi: il primo completo gli interni e il campanile, mentre il secondo definì la facciata e gli esterni. Nel 1815, inoltre, Domenico Ghezzi realizzò l'altare, decorato con una statua della Madonna Addolorata (1693) e il ritratto di vescovo. Dopo un restauro nel 1929, fra il 1991 e il 1992 l'edificio fu nuovamente restaurato e in quell'occasione Walter Carbognani sistemò gli interni, caratterizzati da lesene corinzie che sottostanno al cornicione.

## Collegamenti
- Parrocchia di Sigirino, su parrocchiasigirino.ch. URL consultato il 16 novembre 2019 (archiviato dall'url originale il 28 dicembre 2018).